# Aeroportul Regional Stephenville Clark
Aeroportul Regional Stephenville Clark (IATA: SEP, ICAO: KSEP, FAA LID: SEP) este un aeroport din Texas, Statele Unite ale Americii.
Situat la o altitudine de 402,76272 m, aeroportul dispune de 1 pistă.

## Infrastructură

### Piste
Aeroportul dispune de o singură pistă. Pista 14/32 are suprafața de asfalt și dimensiunile 4.209 picioare × 75 picioare. 